# Килікія (чернігівська княгиня)
Килікія (Цецилія) - чернігівська княгиня, дружина великого князя київського та чернігівського. 
Килікія має дуже нестандартне ім'я. Її походження залишається невідомим. Вона зустрічається у Любецькому синодику.
Передбачається що Килікія була першою дружиною та народила четверо дітей: Гліб, Роман, Давид, Олег. 

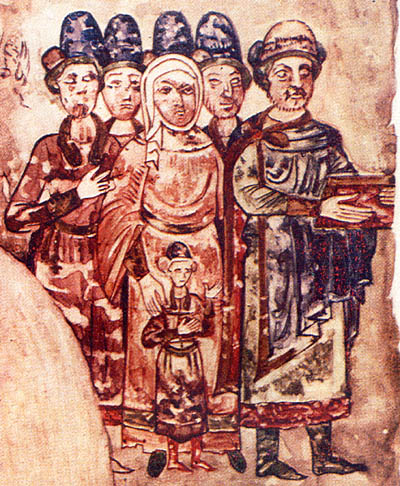
Святослав Ярослав з родиною, Ізборники 1073 та 1076 років